# العلاقات الصينية البنمية
العلاقات الصينية البنمية هي العلاقات الثنائية التي تجمع بين الصين وبنما.

## مقارنة بين البلدين
هذه مقارنة عامة ومرجعية للدولتين:
| وجه المقارنة                                              | الصين                    | بنما                      |
| --------------------------------------------------------- | ------------------------ | ------------------------- |
| المساحة (كم2)                                             | 9.60 مليون               | 74.18 ألف                 |
| عدد السكان (نسمة)                                         | 1.33 مليار               | 4.10 مليون                |
| الكثافة السكانية (ن./كم²)                                 | 138.54                   | 55.27                     |
| العاصمة                                                   | بكين                     | بنما                      |
| اللغة الرسمية                                             | اللغة الصينية القياسية   | اللغة الإسبانية           |
| العملة                                                    | رنمينبي                  | بالبوا بنمي، دولار أمريكي |
| الناتج المحلي الإجمالي (بليون دولار)                      | 12.24 تريليون            | 61.84 مليار               |
| الناتج المحلي الإجمالي (تعادل القوة الشرائية) بليون دولار | 19.82 تريليون            | 87.37 مليار               |
| الناتج المحلي الإجمالي الاسمي للفرد دولار أمريكي          | 8.03 ألف                 | 13.27 ألف                 |
| الناتج المحلي الإجمالي للفرد دولار أمريكي                 | 13.21 ألف                | 20.89 ألف                 |
| مؤشر التنمية البشرية                                      | 0.728                    | 0.780                     |
| رمز المكالمات الدولي                                      | +86                      | +507                      |
| رمز الإنترنت                                              | .cn، .中国 ‏، .中國 ‏      | .pa                       |
| المنطقة الزمنية                                           | توقيت الصين، ت ع م+08:00 | 00                        |

## منظمات دولية مشتركة
يشترك البلدان في عضوية مجموعة من المنظمات الدولية، منها:
| علم المنظمة | اسم المنظمة                               | تاريخ انضمام الصين | تاريخ انضمام بنما |
| ----------- | ----------------------------------------- | ------------------ | ----------------- |
|             | يونسكو                                    | 4 نوفمبر 1946      | 10 يناير 1950     |
|             | الفريق المعني برصد الأرض                  | ?                  | ?                 |
|             | مؤسسة التمويل الدولية                     | 15 يناير 1969      | 20 يوليو 1956     |
|             | المركز الدولي لتسوية المنازعات الاستشارية | 6 فبراير 1993      | 8 مايو 1996       |
|             | منظمة حظر الأسلحة الكيميائية              | ?                  | ?                 |
|             | مؤسسة التنمية الدولية                     | 24 سبتمبر 1960     | 1 سبتمبر 1961     |
|             | منظمة التجارة العالمية                    | 11 ديسمبر 2001     | ?                 |
|             | وكالة ضمان الاستثمار متعدد الأطراف        | 30 أبريل 1988      | 21 فبراير 1997    |
|             | الاتحاد البريدي العالمي                   | ?                  | ?                 |
|             | منظمة الشرطة الجنائية الدولية             | ?                  | ?                 |
|             | الأمم المتحدة                             | 25 أكتوبر 1971     | 13 نوفمبر 1945    |
|             | الاتحاد الدولي للاتصالات                  | 1 سبتمبر 1920      | 14 يوليو 1914     |
|             | البنك الدولي للإنشاء والتعمير             | 27 ديسمبر 1945     | 14 مارس 1946      |

## أعلام
هذه قائمة لبعض الشخصيات التي تربطها علاقات بالبلدين:
- بروس تشن (لاعب كرة قاعدة بنمي، 19 يونيو 1977 – )
- بوريس ألفارو (لاعب كرة قدم بنمي، 29 أكتوبر 1988 – )
- روبرتو تشن (لاعب كرة قدم بنمي، 24 مايو 1994[21] – )
- كارلوس فرنسيسكو تشانغ مارين (26 فبراير 1922 – 5 ديسمبر 2012)
- كارلوس لي (لاعب كرة قاعدة من الولايات المتحدة الأمريكية، 20 يونيو 1976 – )

## وصلات خارجية
- موقع وزارة الخارجية الصينية
- موقع وزارة الخارجية البنمية